# Phaeophleospora phormii
Phaeophleospora phormii är en svampart som först beskrevs av Naito, och fick sitt nu gällande namn av Crous, F.A. Ferreira & B. Sutton 1997. Phaeophleospora phormii ingår i släktet Phaeophleospora och familjen Mycosphaerellaceae.   Inga underarter finns listade i Catalogue of Life.